# عنقودية (نبات)
عنقودية (الاسم العلمي: Agonis)، جنس نبات من فصيلة الآسية. جميعها تستوطن غرب أستراليا، وتنمو بالقرب من الساحل في الجنوب الغربي.